# Liste der Handfeuerwaffen/T

## T#…
- T2000 (Tubb Gun)
- T47 (for trials only)
- T86 MG
- T87 Rifle

## Tanfoglio
- Tanfoglio Carry-Carry Standard
- Tanfoglio Combat Standard
- Tanfoglio Combat Sport
- Tanfoglio Compact Standard
- Tanfoglio Defence Prod.
- Tanfoglio Force
- Tanfoglio Force 22L
- Tanfoglio Force Carry
- Tanfoglio Force Compact
- Tanfoglio Force L
- Tanfoglio Force Police R
- Tanfoglio Force Pro F
- Tanfoglio Force-Force 99
- Tanfoglio Force Sport
- Tanfoglio FT 9 / FT 7
- Tanfoglio Gold Custom E.
- Tanfoglio Gold Custom
- Tanfoglio Gold Match
- Tanfoglio Gold Match Xtreme
- Tanfoglio Gold Team
- Tanfoglio GT21
- Tanfoglio GT27
- Tanfoglio GT28
- Tanfoglio GT41
- Tanfoglio L
- Tanfoglio Limited
- Tanfoglio Limited Custom
- Tanfoglio Match
- Tanfoglio Model L Pistol
- Tanfoglio Model S Pistol
- Tanfoglio P19
- Tanfoglio P9 Match
- Tanfoglio Raptor
- Tanfoglio Silver Team
- Tanfoglio Sport Prod.
- Tanfoglio Stock
- Tanfoglio Stock Custom
- Tanfoglio STS
- Tanfoglio T-95
- Tanfoglio Witness 1911
- Tanfoglio Witness 1911 C.

## TA…
- TABUQ
- Tango 51
- Tanal

## Taurus

### Gaucho Revolver
- Taurus Model S/A-357-B (.357 Magnum/.38 Spezial)
- Taurus Model S/A-357-B4 (.357 Magnum/.38 Spezial)
- Taurus Model S/A-357-B7 (.357 Magnum/.38 Spezial)
- Taurus Model S/A-357-CHSA (.357 Magnum/.38 Spezial)
- Taurus Model S/A-357-CHSA7 (.357 Magnum/.38 Spezial)
- Taurus Model S/A-357-CHSA4 (.357 Magnum/.38 Spezial)
- Taurus Model S/A-357-S/S (.357 Magnum/.38 Spezial)
- Taurus Model S/A-357-S/S4 (.357 Magnum/.38 Spezial)
- Taurus Model S/A-357-S/S7 (.357 Magnum/.38 Spezial)
- Taurus Model S/A-357-S/SM (.357 Magnum/.38 Spezial)
- Taurus Model S/A-357-S/SM4 (.357 Magnum/.38 Spezial)
- Taurus Model S/A-357-S/SM7 (.357 Magnum/.38 Spezial)
- Taurus Model S/A-45-B (.45 Long Colt S/A)
- Taurus Model S/A-45-B4 (.45 Long Colt S/A)
- Taurus Model S/A-45B7 (.45 Long Colt S/A)
- Taurus Model S/A-45-CH/SA (.45 Long Colt S/A)
- Taurus Model S/A-45-CHSA4 (.45 Long Colt S/A)
- Taurus Model S/A-45-CHSA7 (.45 Long Colt S/A)
- Taurus Model S/A-45-S/S (.45 Long Colt S/A)
- Taurus Model S/A-45-S/S4 (.45 Long Colt S/A)
- Taurus Model S/A-45-S/S7 (.45 Long Colt S/A)
- Taurus Model S/A-45-S/SM (.45 Long Colt S/A)
- Taurus Model S/A-45-S/SM4 (.45 Long Colt S/A)
- Taurus Model S/A-45-S/SM7 (.45 Long Colt S/A)

### Weitere Revolver
- Taurus M972
- Taurus 415T
- Taurus Millennium PT140
- Taurus model 627
- Taurus Model 669
- Taurus Model 85 Ultralite
- Taurus PT 24/7
- Taurus PT-911
- Taurus PT92
- Taurus PT-945
- Taurus PT99
- Taurus Raging Bull
- Taurus Raging Hornet
- Taurus Raging Thirty

## TC…
- TCI M89 (Israel – Selbstladegewehr – 7,62 × 51 mm Nato)
- TDI KRISS Vector – Maschinenpistole

## TE…
- Techno-Arms MAG-7/M1
- TESRO Sportwaffen TS22-3
- TESRO Sportwaffen TS32-3

## Thompson
- Thompson (Maschinenpistole)
- Thompson/Center Contender

## TH…
- Le Protector
- Thor Storm
- MIL Thunder 5

## TI…

### Tikka auchTikkakoski
- zu Sako-Modellen siehe Liste der Handfeuerwaffen/S#SA…
- Skohan Tikka auch Tikka M45 .22lfB „Olympiasportgewehr“
- Tikka M/27 auf Basis von Mosin-Nagant M/91
- Tikka M/39 auch „Ukko-Pekka“ auf Basis von Mosin-Nagant M/91
- Tikka LSA 55
- Tikka LSA 65
- Tikka M55
- Tikka M65
- Tikka M558
- Tikka M658
- Tikka M590
- Tikka M595
- Tikka M690
- Tikka M695
- Tikka M77
- Tikka M995
- Tikka Master (Ausstattungsvariante)
- Tikka Sporter (Ausstattungsvariante)
- Tikka T3
- Tikka T3x
- Tikka TRG siehe auch Sako TRG

## TK…
- TKB-010
- TKB-011
- TKB-0111
- TKB-022
- TKB-059
- TKB-072
- TKB-408
- TKB-454
- TKB-517
- TKB-579
- TKB-O146

## Tokarew
- TOKAGYPT
- Tokarew SWT-40 (Selbstladegewehr – 7,62 × 54 mm R – Sowjetunion)
- Tokarew TT-30 (Pistole – 7,62 mm – Sowjetunion)
  - Tokarew TT-33

## TO…
- TOS TO-3106
- TOS TP-82

## TR…
- Tranter Perkussionsrevolver
- Tressitu TZ99

### Truvelo
- Truvelo BXP (Südafrika – Maschinenpistole – 9 × 19 mm)
- Truvelo CMS (Südafrika – Scharfschützengewehr – diverse Kaliber)
- Truvelo Neostead (Südafrika – kompakte Schrotflinte – 12 Gauge)
- Truvelo Raptor (Südafrika – Sturmgewehr – 5.,56 mm NATO und 7,62 mm NATO)
- Truvelo SR (Südafrika – Scharfschützengewehr – diverse Kaliber)

## TU…
- TUMA VA-PDW
- Turret-Revolver